# Mycenaceae
Mycenaceae es una familia de hongos, del orden Agaricales. Esta familia contiene 11 géneros y 705 especies. Esta es una de varias familias que se separaron de los Tricholomataceae como resultado de la filogenética. Los taxones en Mycenaceae son saprofitos, tienen una distribución cosmopolita, y se encuentran en casi todas las zonas ecológicas.
El género extinto Protomycena es uno de los cuatro géneros de Agaricales conocidos en el registro fósil.

## Géneros
- Decapitatus
- Favolaschia
- Flabellimycena
- Hemimycena
- Mycena
- Panellus
- †Protomycena
- Resinomycena
- Roridomyces
- Tectella
- Xeromphalina